# Entre Ríos (Cochabamba)
Entre Ríos – miasto w Boliwii, w departamencie Cochabamba, w prowincji Carrasco.